# Бунюэль и стол царя Соломона
«Бунюэль и стол царя Соломона» (исп. Buñuel y la mesa del rey Salomón) — кинофильм 2001 года испанского режиссёра Карлоса Сауры.
Встречается вариант перевода «Сокровище царя Соломона».

## Сюжет
Две сюжетные линии фильма происходят в Толедо.
Из Франции в испанский Толедо приезжает прославленный режиссёр Луис Бунюэль, закончивший съемки фильма «Тристана». В номере гостиницы он сочиняет сценарий нового фильма, относящийся по времени к 30-м годам XX века. Героями сценария являются будущие гении в составе самого кинорежиссёра Луиса Бунюэля и его друзей — поэта Гарсиа Лорки и художника Сальвадора Дали. Троица занята поисками легендарного стола царя Соломона, который с давних времён находится в мрачных катакомбах Толедо. Поверье гласит, что на магической поверхности стола отражаются картины прошлого, настоящего и будущего.

## В ролях
- Эль Гран Вайоминг — Луис Бунюэль
- Пере Аркилье — Луис Бунюэль
- Эрнесто Альтерио — Сальвадор Дали
- Адриа Кольядо — Федерико Гарсиа Лорка
- Валерия Марини — Анна Мария де Сайас
- Амира Казар — Фатима
- Жан-Клод Каррьер — Давид Гольдман
- Хуан Луис Гальярдо
- Армандо Де Рацца
- Эусебио Ласаро
- Фарид Фатми
- Рамон Энрич Боррельяс
- Педро Ребольо
- Сандра Вальбек
- Виктор Дупла
- Пабло Риверо
- Фернандо Чинарро
- Каролина Лапауса
- Хулиан Наварро
- Монтсеррат Альковерро
- Хоэль Анхелино
- Антонио Барросо
- Хоан Франк Шарансонне
- Карлос Саура
- Эстрелла Моренте — певица фламенко

## Съёмочная группа
- Авторы сценария:
  - Карлос Саура
  - Аугусто Санчес Видаль
- Режиссёр: Карлос Саура
- Оператор: Хосе-Луис Лопес Линарес
- Художники:
  - Луис Рамирес
  - Кристина Родригес
- Композитор: Роке Баньос
- Продюсеры:
  - Ульрих Фельсберг
  - Карлос Фернандес
  - Хулио Фернандес
  - Хосе Антонио Ромеро
  - Моника Лосано Серрано